# Mary Church Terrell
Mary Church Terrell, přechýleně Terrellová, (28. září 1863 Memphis – 24. července 1954 Annapolis) byla afroamerická lidskoprávní aktivistka, feministka, učitelka, spisovatelka a historička. Zasazovala se o zrovnoprávnění afroamerického obyvatelstva a o volební právo žen.

## Životopis
Pocházela z ekonomicky zabezpečené rodiny žijící na Jihu Spojených států, oba její rodiče byli osvobození otroci úspěšní ve svém podnikání. Matka, Louisa Ayres, vedla kadeřnický salon, otec Robert Reed Church, obchodoval s nemovitostmi. Rodiče ji přesto poslali už jako dítě do školy do Ohia. Vystudovala klasická studia na Oberlin College, která jako první vysoká škola v USA přijímala studenty bez ohledu na rasu a gender. Absolvovala studijní pobyt v Evropě. V roce 1888 se stala jednou z prvních afroamerických žen, které získaly magisterský titul (společně s Annou J. Cooper).

### Práce učitelky
Pracovala jako učitelka na vysoké škole Wilberforce College v Ohiu a následně ve Washingtonu, D.C. na střední škole pro „barevné“ M Street High School. Její otec nebyl nakloněn tomu, že se rozhodla pracovat, a to ze dvou důvodů: Za prvé by neměla zabírat pracovní místo někomu, kdo na rozdíl od ní potřebuje vydělávat peníze. Za druhé by podle něj „správná dáma“ na Jihu neměla pracovat.
Kvůli svatbě s Robertem H. Terrellem v roce 1891, musela pozici učitelky opustit. Terrellovi měli dvě děti, jedno vlastní a jedno adoptované.

### Práce v hnutích za práva Afroameričanů a Afroameričanek
Terrell byla aktivní sufražetka, angažovala se v Americké národní společnosti za volební právo žen (National American Woman Suffrage Association). Upozorňovala na to, že afroamerické ženy čelí dvojímu znevýhodnění – jako ženy a jako Afroameričanky. Začala také vystupovat proti lynčování Afroameričanů bílým obyvatelstvem po boku Idy B. Wells. Podnětem k tomu byl případ lynčování z roku 1892, při kterém byl zavražděn její přítel z dětství Thomas Moss. Věřila, že cesta ke zlepšení postavení afroamerického obyvatelstva vede skrz zajištění rovných příležitostí ve vzdělávání, v zaměstnání a skrz komunitní práci. Její heslo „Lifting as We Climb“ (volně přeloženo jako „Stoupáme, a tím pozvedáme“) se stalo mottem organizace Národní asociace barevných žen (National Association of Colored Women, NACW), kterou spoluzaložila v roce 1896 a pět let byla její předsedkyní. Toto heslo vyjadřuje přesvědčení, že když uspějí jednotlivkyně, povede to ke zlepšení postavení celé skupiny.
Vystupovala jako řečnice a přednášející v USA i v Evropě a psala do novin a časopisů. Podílela se na vzniku a fungování řady organizací bojujících za práva Afroameričanů a Afroameričanek. V roce 1909 se připojila ke skupině lidí zakládajících National Association for the Advancement of Colored People, která se stala masovou a vlivnou organizací v boji za občanská a politická práva Afroameričanů. Byla také aktivní v Republikánské straně. Po druhé světové válce úspěšně bojovala proti rasové segregaci v restauracích ve Washingtonu. Při svých snahách o společenskou změnu využívala různé taktiky, kromě (komunitního) organizování, psaní a přednášení např. také právní žaloby, bojkoty, demonstrace s transparenty a blokády.
V roce 1940 vydala autobiografii A Colored Woman In A White World (Barevná žena v bílém světě), ve které vylíčila své vlastní zkušenosti s genderovou a rasovou diskriminací. Její celoživotní dílo přispělo k tomu, že se americká historiografie začala více zajímat o historii afroamerických žen, a také k přehodnocení představy o práci historičky.
Zemřela ve věku 90 let roku 1954. Bylo to dva měsíce poté, co Nejvyšší soud judikátem Brown vs. školní rada Topeky prohlásil segregaci ve veřejných školách za protiústavní.